# قطبة المحرر
قطبة المحرر خطاط أموي. استنبط قطبة من الخط الكوفي والخط الحجازي خطاً هو أساس الخط الذي يكتب به الآن، واخترع القلم الجليل الذي يكتب به على المباني، وقلم الطومار وهو أصغر أنواع الجليل.

## تطويره للخط العربي
لمع نجم الخطاط قطبة في العصر الأموي، حيث ينسب إليه الفضل في الخروج من الشكل الكوفي في الكتابة إلى ما يقارب الشكل الذي هو الآن في الكتابة، اخترع قطبة قلم الطومار (الورقة الكبيرة) والقلم الجليل وهو ما يسميى الآن بالخط الجلي.